# Mesabolivar ceruleiventris
Mesabolivar ceruleiventris is een spinnensoort uit de familie trilspinnen (Pholcidae). De soort komt voor in Brazilië.